# Atomic Austria
Die Atomic Austria GmbH (kurz Atomic) ist ein österreichischer Sportartikelhersteller, der auf den Skisport spezialisiert ist. Das Unternehmen gehört zur finnischen Amer-Sports-Gruppe.

## Geschichte

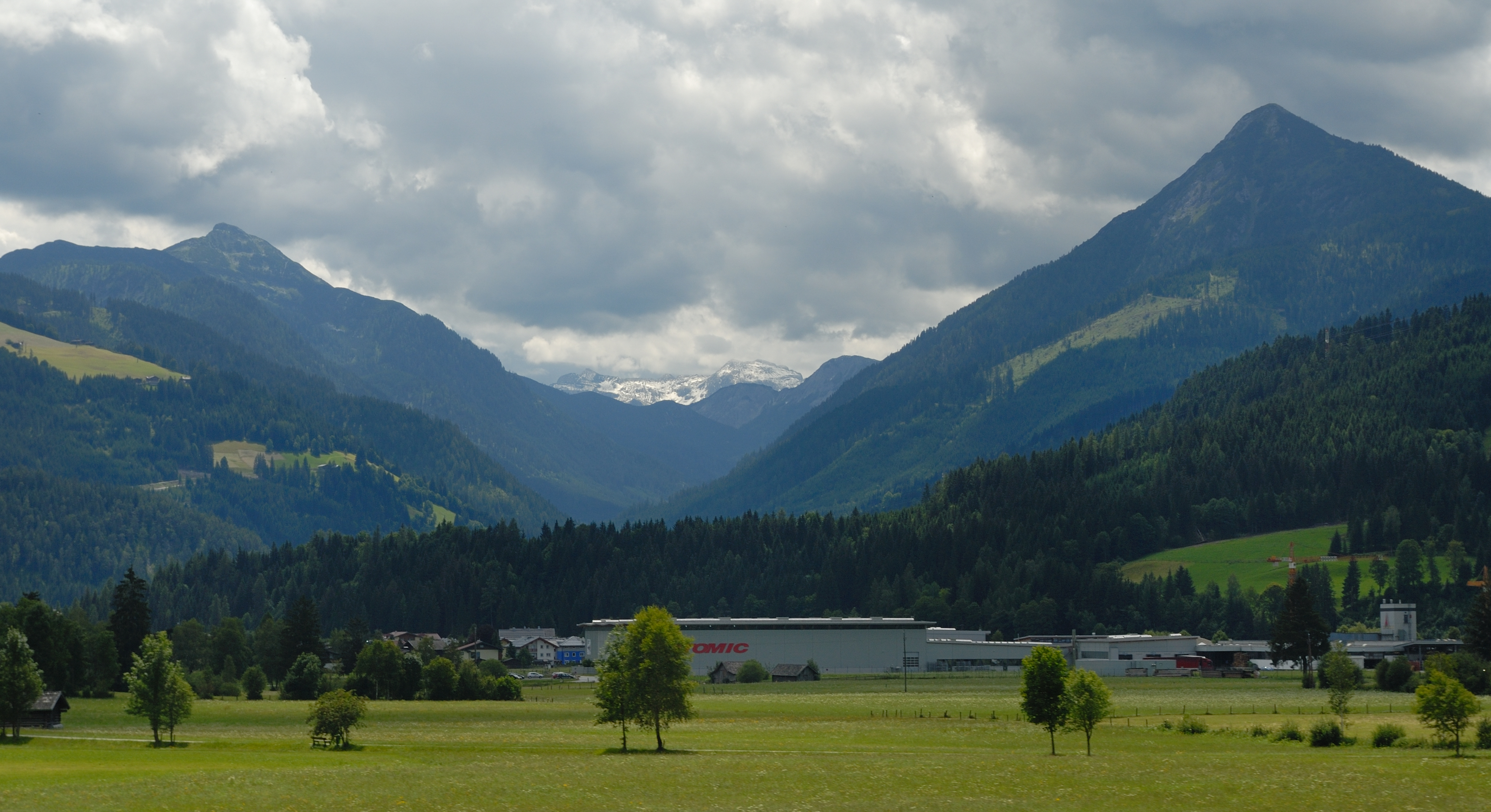
Blick von der B 99 auf das Werk in Altenmarkt

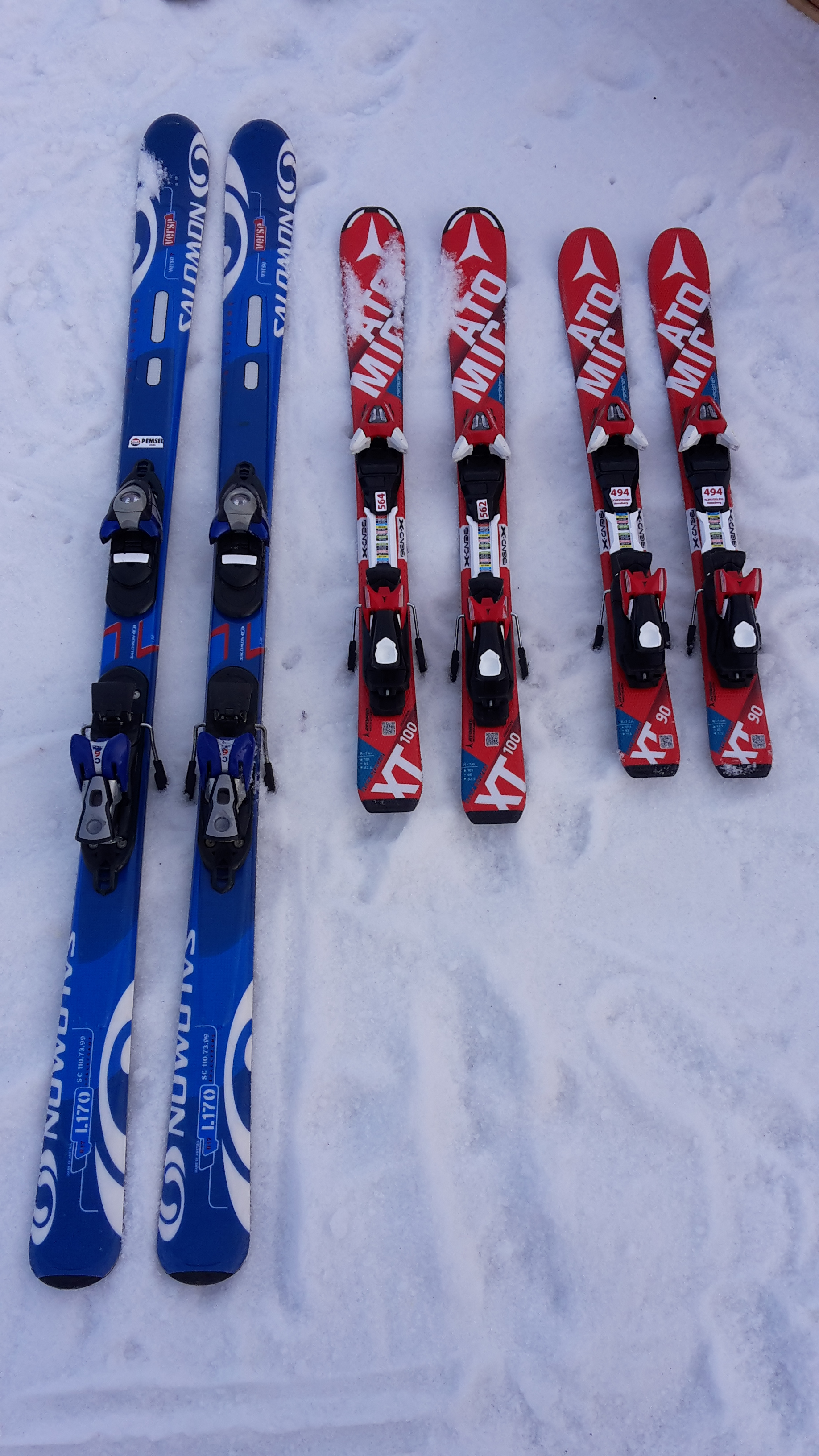
Alpinskier der Marken Salomon und Atomic

Alois Rohrmoser gründete das Unternehmen 1955. 1966 begann mit dem Werksausbau in Wagrain die industrielle Skiproduktion. Ein weiteres Werk wurde 1971 in Altenmarkt im Pongau gebaut.
Als das Unternehmen 1981 begann, in einer Fabrik in der bulgarischen Stadt Tschepelare in den Rhodopen Ski und Skiartikel zu produzieren, war Atomic das erste westliche Unternehmen, welches in einem Ostblockland eine Fabrik eröffnete.
Der erste Ski, der produziert wurde, war der Atomic SL1, der bis zur heutigen Zeit mit dem gleichen Namen „SL“ produziert wird. Weiterentwickelt wurde er bis zum SL 12.
Atomic Ski ist im Skirennsport vertreten. Untrennbar verbunden mit dem Aufstieg zur Weltmarke sind die österreichischen Skirennläuferinnen Olga Pall und Annemarie Pröll sowie der Amerikaner Bill Johnson. In den letzten Jahren waren verschiedene Atomicfahrer auf dem Podest, unter anderem Marcel Hirscher, Mikaela Shiffrin, Benjamin Raich, Michael Walchhofer, Daniel Albrecht, Renate Götschl, Michaela Kirchgasser und Hermann Maier. Insgesamt werden etwa 50 Rennläufer von Atomic gesponsert. In den letzten Jahren hat sich die Marke auch im Freeskibereich etabliert und prominente Fahrer in ihren Reihen.

## Konkurs
Anfang der 1990er-Jahre wuchsen die finanziellen Schwierigkeiten bei Atomic als Folge von Problemen beim Umstieg auf die Schalenskitechnologie mit einer hohen Rate an Ausschussware sowie Versäumnissen auf dem boomenden Snowboardmarkt. Im Jahr 1994 beantragte die BAWAG den Konkurs über Atomic, der nach Abschluss des Verfahrens im März 2006 rechtskräftig aufgehoben wurde.

### Spekulationen über Unrechtmäßigkeiten beim Konkursverfahren
Die hohe Konkursquote von 93 % für BAWAG P.S.K. und 73 Prozent für die Gläubiger nährte Spekulationen, wonach der Konkurs nicht notwendig und die finanzielle Sanierung möglich gewesen wäre. So habe sich das Unternehmen bis zum Zeitpunkt der Konkurseröffnung in seinem genehmigten Kreditrahmen bewegt. Zudem hätte für das Unternehmen für den Zeitraum nach der Insolvenz eine positive Fortführungsprognose bestanden.
Der langjährige Firmenchef Alois Rohrmoser weigerte sich, BAWAG-Leute in Atomic-Spitzenpositionen zu akzeptieren. Gleichzeitig verhandelte er mit einer Sanierergruppe, der er bis zu 85 Prozent seiner Anteile abtreten wollte. Laut Atomic-Masseverwalter Vavrovsky habe sich die BAWAG übergangen gefühlt und in der Folge Atomic die Kredite fälliggestellt. Die BAWAG hatte zunächst ein Weiterführungs- bzw. Übernahmekonzept erstellt. Demnach hätte die BAWAG 500 Millionen Schilling aus Übersee in Atomic einbringen sollen. Plötzlich sei der Plan jedoch nicht mehr weiterverfolgt worden. KTM-Chef Stefan Pierer, der Rohrmoser in der Krise beraten hatte, vermutet, dass die BAWAG aufgrund des plötzlichen Zusammenbruchs ihrer Karibik-Geschäfte (siehe BAWAG-Affäre) plötzlich Geld zur Abdeckung der Spekulationsverluste benötigte. Tatsächlich seien Zahlungen an die irische BAWAG-Tochter geflossen, die in die Karibik-Geschäfte verstrickt war.
Nach dem Konkursverfahren erwarb der finnische Konzern Amer im November 1994 Atomic zu einem Preis von 918,7 Millionen Schilling (66,8 Millionen Euro). Im Januar 1995 wiederum erwarb die BAWAG P.S.K. zehn Prozent an Atomic und zahlte dafür 350 Millionen Schilling (25,4 Millionen Euro). Atomic war somit nach nur etwas mehr als einem Monat 3,5 Milliarden und nicht mehr nur 918,7 Millionen Schilling wert. Diese Transaktionen im Zuge des Atomic-Konkurses, sowie der Konkurs an sich, waren neben anderem Gegenstand des Bankenuntersuchungsausschusses des österreichischen Nationalrates im Jahr 2007.

### Bankenuntersuchungsausschuss
Laut Ausschussvorsitzendem, dem FPÖ-Politiker Martin Graf, übte die BAWAG massiven Druck aus, um den genauen Hergang des Atomic-Konkurses zu verschleiern. So seien gegen einen ermittelnden Staatsanwalt und ermittelnde Polizeibeamte Amtshaftungsklagen und Strafanzeigen eingebracht worden. Zudem habe BAWAG-Chef Helmut Elsner den damaligen Innenminister Karl Schlögl (SPÖ) gebeten, den ermittelnden Exekutivbeamten, Chefinspektor Werner Mayer, „zurückzupfeifen“. Dem Untersuchungsausschuss wurden auch wichtige Beweisstücke vorenthalten. So hatten sich Nationalbank und Finanzmarktaufsicht darüber abgesprochen, welche Akten an den Ausschuss gehen: eine Vorgehensweise, die die meisten Fraktionen für gesetzwidrig halten. Der grüne Abgeordnete Werner Kogler vermutete in diesem Zusammenhang Amtsmissbrauch und forderte Konsequenzen.

## Marken

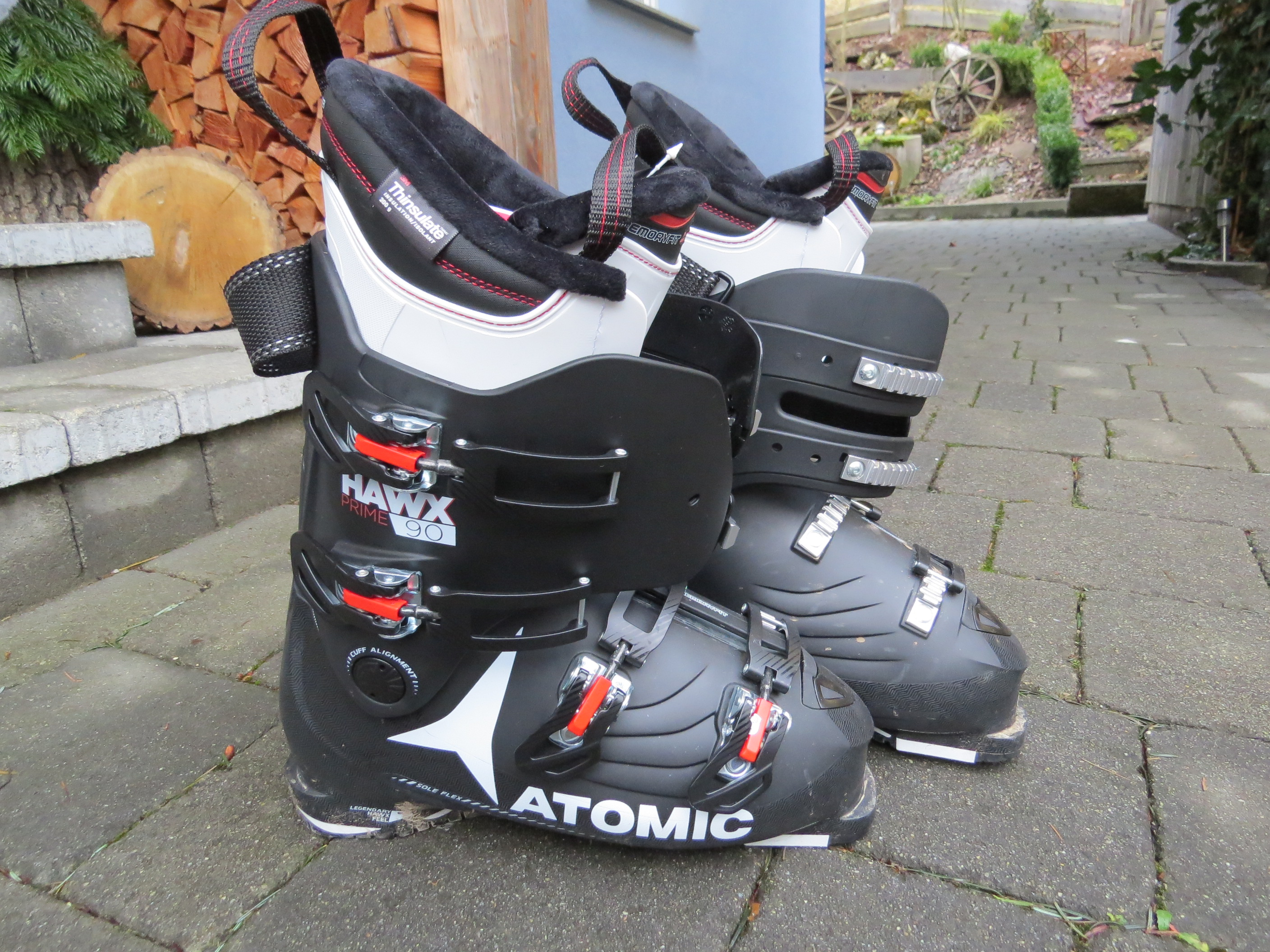
Skischuhe von Atomic

Atomic produziert heute folgende Marken:
- Dynamic (Ski)
- Volant (Luxusskilauf)
- Atomic (Ski, Bekleidung, Ausrüstung)
- Salomon (Ski)

Frühere Marken waren:
- Oxygen (Raceboards)
- Koflach (Wandersport)

## Auszeichnungen
- 1989/90 mit Schlagheck & Schultes: Staatspreis Design für Alpinskibindung VAR-Racing